# 明治藥科大學
明治藥科大學（日语：／ Meiji Yakka Daigaku）是一所位在日本國東京都清瀨市的私立大學。

## 历史
創立於1902年。如同明治大學一般，知名度相當高。2015年三月，報名藥劑師國家檢定的279人中，有252人順利獲取證照。由讀賣新聞所做的就職率調查中，連續三年獲得高就業率。隨後發表了「就職搶手大學2015年版」(2014年調查)更突破98%。號稱日本國內第一位。

## 外部連結
- （日語）官方网站
- [日本明治药科大学 你好網] （页面存档备份，存于）
- 明治藥科大學 互動百科 （页面存档备份，存于）